# Marat Tajine
Marat Moukhanbetkazyouly Tajine (en kazakh : Марат Мұханбетқазыұлы Тәжин, Marat Muxabetqazıulı Täjïn ; en russe : Марат Муханбетказиевич Тажин, Marat Muhanbetkazievič Tažin), né en 1960 à Aktioubé (Kazakhstan), est un homme politique kazakh. 

## Carrière politique
Il est ministre des Affaires étrangères du Kazakhstan du 10 janvier 2007 au 4 septembre 2009.
En janvier 2013, Marat Tajine est nommé secrétaire d'Etat du Kazakhstan, où il remplace Moukhtar Koul-Moukhamed
En février 2014 il est nommé ambassadeur extraordinaire et plénipotentiaire de la république du Kazakhstan auprès de la fédération de Russie.
En janvier 2017 il est nommé à la tête (First Deputy Head) du bureau exécutif du président de la république du Kazakhstan.
Il est décoré de l'ordre de Kurmet (en).